# Serie A1 w piłce siatkowej mężczyzn (2018/2019)
Serie A1 siatkarzy 2018/2019 – 74. sezon walki o mistrzostwo Włoch organizowany przez Lega Pallavolo Serie A pod egidą Włoskiego Związku Piłki Siatkowej (wł. Federazione Italiana Pallavolo, FIPAV).

## Polacy w Serie A
| Imię i nazwisko     | Klub                                    |
| ------------------- | --------------------------------------- |
| Wilfredo León       | Sir Safety Conad Perugia                |
| Bartosz Bednorz     | Azimut Leo Shoes Modena                 |
| Wojciech Włodarczyk | BCC Castellana Grotte                   |
| Michał Kędzierski   | Globo Banca Popolare del Frusinate Sora |
| Karol Rawiak        | Globo Banca Popolare del Frusinate Sora |
| Damian Domagała     | Tonno Callipo Calabria Vibo Valentia    |

## Drużyny uczestniczące
| \| \| Uczestnicy poprzedniej edycji \| \| \| \| --------------------------------------------------------------------------------------------------------------------------------------------------------------------------------- \| --------------------------------------- \| -- \| --- \| \| PER \| Sir Safety Conad Perugia \| 1 \| LM \| \| LUB \| Cucine Lube Civitanova \| 2 \| LM \| \| MOD \| Azimut Leo Shoes Modena \| 3 \| LM \| \| TRE \| Itas Trentino \| 4 \| CEV \| \| WER \| Calzedonia Werona \| 5 \| \| \| MIL \| Revivre Axopower Milano \| 6 \| \| \| RAW \| Consar Rawenna \| 7 \| \| \| PAD \| Kioene Padwa \| 8 \| \| \| MON \| Vero Volley Monza \| 9 \| PCh \| \| LAT \| Top Volley Latina \| 10 \| \| \| CAL \| Tonno Callipo Calabria Vibo Valentia \| 11 \| \| \| SOR \| Globo Banca Popolare del Frusinate Sora \| 12 \| \| \| CGR \| BCC Castellana Grotte \| 13 \| \| \| \| Awans z Serie A2 \| \| \| \| SIE \| Emma Villas Siena \| 1 \| \| \| Oznaczenia: - kolumna pierwsza – skróty nazw drużyn wpisane na mapie (jeśli ta została zamieszczona), - kolumna trzecia – miejsce zajęte przez daną drużynę w poprzednim sezonie. \| \| \| \| |                                         | PERLUBMODTREWERMILRAWPADMONLATCALSORCGRSIE Lokalizacja klubów |     |
| | Uczestnicy poprzedniej edycji           |                                                               |     |
| PER | Sir Safety Conad Perugia                | 1                                                             | LM  |
| LUB | Cucine Lube Civitanova                  | 2                                                             | LM  |
| MOD | Azimut Leo Shoes Modena                 | 3                                                             | LM  |
| TRE | Itas Trentino                           | 4                                                             | CEV |
| WER | Calzedonia Werona                       | 5                                                             |     |
| MIL | Revivre Axopower Milano                 | 6                                                             |     |
| RAW | Consar Rawenna                          | 7                                                             |     |
| PAD | Kioene Padwa                            | 8                                                             |     |
| MON | Vero Volley Monza                       | 9                                                             | PCh |
| LAT | Top Volley Latina                       | 10                                                            |     |
| CAL | Tonno Callipo Calabria Vibo Valentia    | 11                                                            |     |
| SOR | Globo Banca Popolare del Frusinate Sora | 12                                                            |     |
| CGR | BCC Castellana Grotte                   | 13                                                            |     |
| | Awans z Serie A2                        |                                                               |     |
| SIE | Emma Villas Siena                       | 1                                                             |     |
| Oznaczenia: - kolumna pierwsza – skróty nazw drużyn wpisane na mapie (jeśli ta została zamieszczona), - kolumna trzecia – miejsce zajęte przez daną drużynę w poprzednim sezonie. |                                         |                                                               |     |

## Hale sportowe
| Klub                                    | Hala sportowa          | Liczba miejsc siedzących |
| --------------------------------------- | ---------------------- | ------------------------ |
| BCC Castellana Grotte                   | PalaFlorio             | 4540                     |
| Top Volley Latina                       | PalaMaggiò             | 7047                     |
| Revivre Axopower Milano                 | PalaYamamay            | 5000                     |
| Vero Volley Monza                       | Candy Arena            | 4500                     |
| Azimut Leo Shoes Modena                 | PalaPanini             | 5219                     |
| Kioene Padwa                            | Palasport San Lazzaro  | 3916                     |
| Sir Safety Conad Perugia                | PalaEvangelisti        | 5300                     |
| Emma Villas Siena                       | PalaEstra              | 5070                     |
| Consar Rawenna                          | Palazzo Mauro De André | 3500                     |
| Globo Banca Popolare del Frusinate Sora | PalaCoccia             | 3500                     |
| Cucine Lube Civitanova                  | PalaCivitanova         | 4200                     |
| Itas Trentino                           | PalaTrento             | 4360                     |
| Calzedonia Werona                       | PalaOlimpia            | 5350                     |
| Tonno Callipo Calabria Vibo Valentia    | PalaValentia           | 2500                     |

## Rozgrywki

### Faza zasadnicza

#### Tabela wyników
| Gospodarz \ Gość1                       | PER | LUB | MOD | TRE | WER | MIL | RAW | PAD | MON | LAT | CAL | SOR | CGR | SIE |
| --------------------------------------- | --- | --- | --- | --- | --- | --- | --- | --- | --- | --- | --- | --- | --- | --- |
| Sir Safety Conad Perugia                | -   | 3:1 | 3:1 | 3:1 | 3:2 | 3:0 | 3:0 | 3:0 | 2:3 | 3:0 | 3:0 | 3:1 | 3:0 | 3:1 |
| Cucine Lube Civitanova                  | 0:3 | -   | 3:0 | 3:2 | 3:2 | 3:1 | 3:0 | 3:0 | 3:0 | 3:0 | 3:0 | 3:0 | 3:1 | 3:1 |
| Azimut Leo Shoes Modena                 | 1:3 | 2:3 | -   | 0:3 | 3:1 | 3:0 | 3:0 | 3:0 | 1:3 | 3:0 | 3:1 | 3:0 | 3:0 | 3:2 |
| Itas Trentino                           | 3:0 | 1:3 | 3:1 | -   | 3:0 | 3:0 | 3:0 | 3:0 | 3:1 | 3:0 | 3:0 | 3:0 | 3:0 | 3:0 |
| Calzedonia Werona                       | 0:3 | 1:3 | 2:3 | 3:2 | -   | 0:3 | 3:0 | 1:3 | 3:0 | 3:1 | 3:0 | 3:0 | 3:1 | 3:1 |
| Revivre Axopower Milano                 | 3:2 | 3:0 | 3:0 | 1:3 | 3:1 | -   | 3:2 | 3:1 | 2:3 | 2:3 | 3:0 | 3:2 | 3:1 | 3:1 |
| Consar Rawenna                          | 0:3 | 0:3 | 1:3 | 1:3 | 0:3 | 3:0 | -   | 2:3 | 3:2 | 3:0 | 3:1 | 1:3 | 3:1 | 3:2 |
| Kioene Padwa                            | 3:1 | 0:3 | 2:3 | 1:3 | 3:0 | 1:3 | 3:0 | -   | 3:1 | 3:0 | 3:0 | 3:2 | 3:1 | 3:1 |
| Vero Volley Monza                       | 0:3 | 2:3 | 0:3 | 2:3 | 1:3 | 0:3 | 3:1 | 1:3 | -   | 3:1 | 3:0 | 1:3 | 3:1 | 3:1 |
| Top Volley Latina                       | 0:3 | 0:3 | 0:3 | 0:3 | 1:3 | 1:3 | 2:3 | 3:1 | 1:3 | -   | 3:2 | 3:1 | 3:0 | 3:1 |
| Tonno Callipo Calabria Vibo Valentia    | 0:3 | 0:3 | 0:3 | 0:3 | 2:3 | 2:3 | 3:1 | 3:1 | 1:3 | 1:3 | -   | 1:3 | 3:1 | 3:0 |
| Globo Banca Popolare del Frusinate Sora | 1:3 | 0:3 | 2:3 | 1:3 | 1:3 | 0:3 | 0:3 | 3:0 | 0:3 | 2:3 | 3:2 | -   | 3:0 | 3:2 |
| BCC Castellana Grotte                   | 0:3 | 0:3 | 2:3 | 2:3 | 2:3 | 2:3 | 1:3 | 0:3 | 2:3 | 3:2 | 2:3 | 1:3 | -   | 3:2 |
| Emma Villas Siena                       | 0:3 | 1:3 | 2:3 | 1:3 | 2:3 | 3:2 | 3:2 | 2:3 | 1:3 | 2:3 | 2:3 | 2:3 | 3:1 | -   |

Źródło:  (wł.)
1 Drużyna gospodarzy jest wymieniona po lewej stronie tabeli.
Kolory:
  zwycięstwo gospodarzy 3:0 lub 3:1
  zwycięstwo gospodarzy 3:2
  zwycięstwo gości 3:0 lub 3:1
  zwycięstwo gości 3:2

#### Terminarz i wyniki
| Data        | Godz. | Gospodarz                               | Rezultat                                       | Gość                                    | Widzów | MVP                            |
| ----------- | ----- | --------------------------------------- | ---------------------------------------------- | --------------------------------------- | ------ | ------------------------------ |
| 1. kolejka  |       |                                         |                                                |                                         |        |                                |
| 13.10.2018  | 18:00 | Consar Rawenna                          | 3:0 (25:16, 25:14, 25:15) Raport               | Revivre Axopower Milano                 | 2004   | Davide Saitta                  |
| 14.10.2018  | 17:45 | Itas Trentino                           | 3:0 (25:20, 25:20, 25:22) Raport               | Emma Villas Siena                       | 2981   | Uroš Kovačević                 |
| 14.10.2018  | 18:00 | Kioene Padwa                            | 0:3 (21:25, 18:25, 14:25) Raport               | Cucine Lube Civitanova                  | 3495   | Osmany Juantorena              |
| 14.10.2018  | 18:00 | Azimut Leo Shoes Modena                 | 3:0 (25:18, 25:18, 25:18) Raport               | Globo Banca Popolare del Frusinate Sora | 4817   | Tine Urnaut                    |
| 14.10.2018  | 18:00 | Sir Safety Conad Perugia                | 3:0 (25:18, 25:21, 25:22) Raport               | Top Volley Latina                       | 3069   | Wilfredo León                  |
| 14.10.2018  | 18:00 | Tonno Callipo Calabria Vibo Valentia    | 3:1 (25:21, 25:23, 22:25, 25:22) Raport        | BCC Castellana Grotte                   | 1500   | Todor Skrimow                  |
| 14.10.2018  | 18:00 | Vero Volley Monza                       | 1:3 (25:19, 23:25, 22:25, 23:25) Raport        | Calzedonia Werona                       | 1492   | Sebastián Solé                 |
| 2. kolejka  |       |                                         |                                                |                                         |        |                                |
| 20.10.2018  | 20:30 | Calzedonia Werona                       | 0:3 (12:25, 17:25, 18:25) Raport               | Sir Safety Conad Perugia                | 4163   | Wilfredo León                  |
| 21.10.2018  | 18:00 | Cucine Lube Civitanova                  | 3:0 (25:19, 25:23, 25:18) Raport               | Consar Rawenna                          | 3047   | Osmany Juantorena              |
| 21.10.2018  | 18:00 | Globo Banca Popolare del Frusinate Sora | 1:3 (22:25, 20:25, 25:22, 19:25) Raport        | Itas Trentino                           | 1083   | Srećko Lisinac                 |
| 21.10.2018  | 18:00 | Revivre Axopower Milano                 | 3:1 (19:25, 25:23, 25:23, 28:26) Raport        | Kioene Padwa                            | 1347   | Matteo Piano                   |
| 21.10.2018  | 18:00 | Top Volley Latina                       | 1:3 (24:26, 23:25, 25:22, 23:25) Raport        | Vero Volley Monza                       | 416    | Wiktor Josifow                 |
| 21.10.2018  | 18:00 | BCC Castellana Grotte                   | 2:3 (17:25, 25:23, 19:25, 25:20, 10:15) Raport | Azimut Leo Shoes Modena                 | 2076   | Ivan Zaytsev                   |
| 23.10.2018  | 20:30 | Emma Villas Siena                       | 2:3 (32:30, 23:25, 30:32, 25:18, 13:15) Raport | Tonno Callipo Calabria Vibo Valentia    | 1300   | Fernando Hernández Ramos       |
| 3. kolejka  |       |                                         |                                                |                                         |        |                                |
| 27.10.2018  | 18:00 | Revivre Axopower Milano                 | 2:3 (25:22, 23:25, 20:25, 25:23, 11:15) Raport | Top Volley Latina                       | 1625   | Tonček Štern                   |
| 28.10.2018  | 18:00 | Kioene Padwa                            | 3:1 (25:18, 25:16, 17:25, 25:18) Raport        | BCC Castellana Grotte                   | 2377   | Maurice Torres                 |
| 28.10.2018  | 18:00 | Consar Rawenna                          | 1:3 (23:25, 25:18, 22:25, 16:25) Raport        | Azimut Leo Shoes Modena                 | 3586   | Tine Urnaut                    |
| 28.10.2018  | 18:00 | Tonno Callipo Calabria Vibo Valentia    | 1:3 (25:23, 23:25, 20:25, 16:25) Raport        | Vero Volley Monza                       | 859    | Donovan Džavoronok             |
| 28.10.2018  | 18:00 | Sir Safety Conad Perugia                | 3:1 (17:25, 25:18, 26:24, 25:22) Raport        | Itas Trentino                           | 4168   | Wilfredo León                  |
| 28.10.2018  | 18:00 | Calzedonia Werona                       | 1:3 (25:22, 21:25, 24:26, 19:25) Raport        | Cucine Lube Civitanova                  | 4012   | Stéphen Boyer                  |
| 28.10.2018  | 18:00 | Emma Villas Siena                       | 2:3 (25:22, 23:25, 22:25, 25:22, 11:15) Raport | Globo Banca Popolare del Frusinate Sora | 1377   | Dušan Petković                 |
| 4. kolejka  |       |                                         |                                                |                                         |        |                                |
| 01.11.2018  | 16:00 | Cucine Lube Civitanova                  | 0:3 (22:25, 16:25, 18:25) Raport               | Sir Safety Conad Perugia                | 4287   | Wilfredo León                  |
| 01.11.2018  | 18:00 | Azimut Leo Shoes Modena                 | 3:0 (25:15, 25:18, 25:17) Raport               | Revivre Axopower Milano                 | 5095   | Micah Christenson              |
| 01.11.2018  | 18:00 | Itas Trentino                           | 3:0 (25:17, 25:21, 25:23) Raport               | Tonno Callipo Calabria Vibo Valentia    | 2975   | Uroš Kovačević                 |
| 01.11.2018  | 18:00 | Globo Banca Popolare del Frusinate Sora | 3:0 (25:23, 26:24, 25:19) Raport               | Kioene Padwa                            | 1164   | Dušan Petković                 |
| 01.11.2018  | 18:00 | Top Volley Latina                       | 3:1 (25:19, 25:18, 22:25, 25:22) Raport        | Emma Villas Siena                       | 674    | Tonček Štern                   |
| 01.11.2018  | 18:00 | Vero Volley Monza                       | 3:1 (25:19, 25:18, 20:25, 25:22) Raport        | Consar Rawenna                          | 1559   | Wiktor Josifow                 |
| 05.12.2018  | 20:30 | BCC Castellana Grotte                   | 2:3 (25:20, 23:25, 25:19, 19:25, 11:15) Raport | Calzedonia Werona                       | 1141   | Stéphen Boyer                  |
| 5. kolejka  |       |                                         |                                                |                                         |        |                                |
| 04.11.2018  | 18:15 | Top Volley Latina                       | 0:3 (23:25, 16:25, 18:25) Raport               | Azimut Leo Shoes Modena                 | 674    | Daniele Mazzone                |
| 04.11.2018  | 18:00 | Calzedonia Werona                       | 3:0 (25:18, 25:17, 28:26) Raport               | Globo Banca Popolare del Frusinate Sora | 3043   | Stéphen Boyer                  |
| 04.11.2018  | 18:00 | Kioene Padwa                            | 3:1 (25:20, 25:22, 17:25, 25:16) Raport        | Vero Volley Monza                       | 2672   | Luigi Randazzo                 |
| 04.11.2018  | 18:00 | Sir Safety Conad Perugia                | 3:1 (23:25, 25:11, 30:28, 25:20) Raport        | Emma Villas Siena                       | 3542   | Filippo Lanza                  |
| 04.11.2018  | 18:00 | Revivre Axopower Milano                 | 3:1 (25:19, 25:17, 21:25, 25:19) Raport        | BCC Castellana Grotte                   | 1493   | Simon Hirsch                   |
| 04.11.2018  | 18:15 | Cucine Lube Civitanova                  | 3:2 (22:25, 25:14, 22:25, 25:20, 15:13) Raport | Itas Trentino                           | 3825   | Joandry Leal Hidalgo           |
| 04.11.2018  | 20:30 | Consar Rawenna                          | 3:1 (26:28, 25:23, 26:24, 25:21) Raport        | Tonno Callipo Calabria Vibo Valentia    | 1838   | Daniele Lavia                  |
| 6. kolejka  |       |                                         |                                                |                                         |        |                                |
| 07.11.2018  | 20:30 | Tonno Callipo Calabria Vibo Valentia    | 0:3 (23:25, 20:25, 21:25) Raport               | Sir Safety Conad Perugia                | 993    | Filippo Lanza                  |
| 07.11.2018  | 20:30 | Itas Trentino                           | 3:0 (25:19, 25:20, 25:19) Raport               | Top Volley Latina                       | 2640   | Srećko Lisinac                 |
| 07.11.2018  | 20:30 | Azimut Leo Shoes Modena                 | 3:0 (25:23, 25:18, 31:29) Raport               | Kioene Padwa                            | 4167   | Ivan Zaytsev                   |
| 07.11.2018  | 20:30 | Globo Banca Popolare del Frusinate Sora | 1:3 (25:22, 19:25, 17:25, 23:25) Raport        | Revivre Axopower Milano                 | 888    | Trévor Clévenot                |
| 07.11.2018  | 20:30 | Consar Rawenna                          | 3:1 (25:22, 25:21, 24:26, 25:17) Raport        | BCC Castellana Grotte                   | 1684   | Kamil Rychlicki                |
| 07.11.2018  | 20:30 | Vero Volley Monza                       | 2:3 (25:16, 21:25, 26:24, 16:25, 13:15) Raport | Cucine Lube Civitanova                  | 1808   | Osmany Juantorena              |
| 08.11.2018  | 20:30 | Emma Villas Siena                       | 2:3 (31:29, 15:25, 25:18, 18:25, 16:18) Raport | Calzedonia Werona                       | 1250   | Stéphen Boyer                  |
| 7. kolejka  |       |                                         |                                                |                                         |        |                                |
| 11.11.2018  | 18:00 | Cucine Lube Civitanova                  | 3:0 (25:23, 25:19, 25:23) Raport               | Globo Banca Popolare del Frusinate Sora | 2722   | Bruno Rezende                  |
| 11.11.2018  | 18:00 | Calzedonia Werona                       | 3:0 (27:25, 29:27, 25:21) Raport               | Consar Rawenna                          | 3307   | Cristian Savani                |
| 11.11.2018  | 18:00 | Kioene Padwa                            | 3:1 (26:24, 20:25, 25:23, 25:17) Raport        | Emma Villas Siena                       | 1669   | Dragan Travica                 |
| 11.11.2018  | 18:00 | Sir Safety Conad Perugia                | 3:1 (25:22, 25:22, 23:25, 25:16) Raport        | Azimut Leo Shoes Modena                 | 4247   | Wilfredo León                  |
| 11.11.2018  | 18:00 | Top Volley Latina                       | 3:2 (22:25, 25:19, 25:23, 15:25, 15:13) Raport | Tonno Callipo Calabria Vibo Valentia    | 1015   | Swan N’Gapeth                  |
| 11.11.2018  | 18:00 | BCC Castellana Grotte                   | 2:3 (25:23, 19:25, 22:25, 25:19, 10:15) Raport | Itas Trentino                           | 1377   | Uroš Kovačević                 |
| 11.11.2018  | 18:00 | Revivre Axopower Milano                 | 2:3 (26:28, 17:25, 25:21, 26:24, 11:15) Raport | Vero Volley Monza                       | 1830   | Amir Ghafur                    |
| 8. kolejka  |       |                                         |                                                |                                         |        |                                |
| 17.11.2018  | 18:00 | Tonno Callipo Calabria Vibo Valentia    | 3:1 (29:31, 25:20, 28:26, 25:22) Raport        | Kioene Padwa                            | 1000   | Mohammed Al Hachdadi           |
| 18.11.2018  | 18:00 | Itas Trentino                           | 3:0 (25:16, 25:23, 25:18) Raport               | Calzedonia Werona                       | 3481   | Srećko Lisinac                 |
| 18.11.2018  | 18:00 | Consar Rawenna                          | 3:0 (25:20, 25:20, 25:18) Raport               | Top Volley Latina                       | 2237   | Kamil Rychlicki                |
| 18.11.2018  | 18:00 | BCC Castellana Grotte                   | 0:3 (24:26, 21:25, 24:26) Raport               | Sir Safety Conad Perugia                | 1720   | Wilfredo León                  |
| 18.11.2018  | 18:00 | Vero Volley Monza                       | 1:3 (21:25, 25:17, 23:25, 23:25) Raport        | Globo Banca Popolare del Frusinate Sora | 2112   | Dušan Petković                 |
| 18.11.2018  | 18:00 | Emma Villas Siena                       | 3:2 (25:23, 19:25, 25:20, 20:25, 15:13) Raport | Revivre Axopower Milano                 | 1543   | Sa’id Maruf                    |
| 18.11.2018  | 18:00 | Azimut Leo Shoes Modena                 | 2:3 (25:21, 29:31, 20:25, 27:25, 9:15) Raport  | Cucine Lube Civitanova                  | 5128   | Cwetan Sokołow                 |
| 9. kolejka  |       |                                         |                                                |                                         |        |                                |
| 14.11.2018  | 20:30 | Cucine Lube Civitanova                  | 3:1 (32:30, 25:15, 20:25, 25:18) Raport        | Emma Villas Siena                       | 2896   | Osmany Juantorena              |
| 24.11.2018  | 18:00 | Kioene Padwa                            | 1:3 (25:18, 21:25, 29:31, 19:25) Raport        | Itas Trentino                           | 2323   | Uroš Kovačević                 |
| 25.11.2018  | 17:00 | Globo Banca Popolare del Frusinate Sora | 0:3 (22:25, 15:25, 19:25) Raport               | Consar Rawenna                          | 1180   | Kamil Rychlicki                |
| 25.11.2018  | 18:00 | Tonno Callipo Calabria Vibo Valentia    | 0:3 (19:25, 17:25, 14:25) Raport               | Azimut Leo Shoes Modena                 | 3900   | Ivan Zaytsev                   |
| 25.11.2018  | 18:00 | Top Volley Latina                       | 3:0 (25:19, 25:21, 33:31) Raport               | BCC Castellana Grotte                   | 870    | Swan N’Gapeth                  |
| 25.11.2018  | 18:00 | Revivre Axopower Milano                 | 3:1 (25:20, 25:20, 20:25, 25:19) Raport        | Calzedonia Werona                       | 1540   | Nimir Abdel-Aziz               |
| 25.11.2018  | 18:00 | Sir Safety Conad Perugia                | 2:3 (25:17, 23:25, 25:17, 20:25, 13:15) Raport | Vero Volley Monza                       | 3265   | Ołeh Płotnycki                 |
| 10. kolejka |       |                                         |                                                |                                         |        |                                |
| 02.12.2018  | 15:30 | Vero Volley Monza                       | 0:3 (23:25, 23:25, 25:27) Raport               | Azimut Leo Shoes Modena                 | 4113   | Tine Urnaut                    |
| 02.12.2018  | 18:00 | Sir Safety Conad Perugia                | 3:0 (25:11, 26:24, 25:18) Raport               | Consar Rawenna                          | 3270   | Wilfredo León                  |
| 02.12.2018  | 18:00 | Calzedonia Werona                       | 1:3 (16:25, 25:20, 19:25, 15:25) Raport        | Kioene Padwa                            | 4214   | Maurice Torres                 |
| 02.12.2018  | 18:00 | Emma Villas Siena                       | 3:1 (30:28, 25:23, 21:25, 25:21) Raport        | BCC Castellana Grotte                   | 1750   | Fernando Hernández Ramos       |
| 02.12.2018  | 18:00 | Globo Banca Popolare del Frusinate Sora | 3:2 (23:25, 25:18, 23:25, 25:23, 15:11) Raport | Tonno Callipo Calabria Vibo Valentia    | 685    | João Rafael de Barros Ferreira |
| 12.12.2018  | 20:30 | Cucine Lube Civitanova                  | 3:0 (25:23, 25:17, 25:18) Raport               | Top Volley Latina                       | 2302   | Osmany Juantorena              |
| 12.12.2018  | 20:30 | Itas Trentino                           | 3:0 (25:18, 25:16, 25:23) Raport               | Revivre Axopower Milano                 | 3215   | Uroš Kovačević                 |
| 11. kolejka |       |                                         |                                                |                                         |        |                                |
| 08.12.2018  | 18:00 | BCC Castellana Grotte                   | 2:3 (25:23, 25:20, 21:25, 20:25, 9:15) Raport  | Vero Volley Monza                       | 1176   | Ołeh Płotnycki                 |
| 08.12.2018  | 18:00 | Azimut Leo Shoes Modena                 | 3:2 (23:25, 25:22, 29:31, 25:22, 15:8) Raport  | Emma Villas Siena                       | 4732   | Tine Urnaut                    |
| 09.12.2018  | 18:00 | Revivre Axopower Milano                 | 3:0 (25:17, 25:22, 25:21) Raport               | Cucine Lube Civitanova                  | 2797   | Stephen Maar                   |
| 09.12.2018  | 18:00 | Kioene Padwa                            | 3:1 (25:19, 25:18, 17:25, 29:27) Raport        | Sir Safety Conad Perugia                | 3278   | Dragan Travica                 |
| 09.12.2018  | 18:00 | Consar Rawenna                          | 1:3 (21:25, 25:23, 13:25, 21:25) Raport        | Itas Trentino                           | 2783   | Simone Giannelli               |
| 09.12.2018  | 18:00 | Top Volley Latina                       | 3:1 (25:19, 19:25, 25:21, 28:26) Raport        | Globo Banca Popolare del Frusinate Sora | 1120   | Tonček Štern                   |
| 09.12.2018  | 18:00 | Tonno Callipo Calabria Vibo Valentia    | 2:3 (27:25, 23:25, 31:29, 16:25, 10:15) Raport | Calzedonia Werona                       | 760    | Sebastián Solé                 |
| 12. kolejka |       |                                         |                                                |                                         |        |                                |
| 15.12.2018  | 18:30 | Cucine Lube Civitanova                  | 3:1 (25:22, 25:21, 17:25, 25:18) Raport        | BCC Castellana Grotte                   | 2573   | Fabio Balaso                   |
| 16.12.2018  | 17:00 | Calzedonia Werona                       | 3:1 (23:25, 28:26, 25:22, 25:17) Raport        | Top Volley Latina                       | 3295   | Matej Kazijski                 |
| 16.12.2018  | 18:00 | Kioene Padwa                            | 3:0 (25:19, 25:19, 25:14) Raport               | Consar Rawenna                          | 2889   | Marco Volpato                  |
| 16.12.2018  | 18:00 | Revivre Axopower Milano                 | 3:0 (25:17, 25:21, 25:19) Raport               | Tonno Callipo Calabria Vibo Valentia    | 1448   | Trévor Clévenot                |
| 16.12.2018  | 18:00 | Globo Banca Popolare del Frusinate Sora | 1:3 (25:22, 16:25, 18:25, 16:25) Raport        | Sir Safety Conad Perugia                | 1265   | Wilfredo León                  |
| 16.12.2018  | 18:00 | Emma Villas Siena                       | 1:3 (24:26, 24:26, 25:19, 18:25) Raport        | Vero Volley Monza                       | 1302   | Ołeh Płotnycki                 |
| 16.12.2018  | 18:00 | Itas Trentino                           | 3:1 (24:26, 25:23, 25:23, 25:20) Raport        | Azimut Leo Shoes Modena                 | 4297   | Uroš Kovačević                 |
| 13. kolejka |       |                                         |                                                |                                         |        |                                |
| 23.12.2018  | 18:00 | Sir Safety Conad Perugia                | 3:0 (25:20, 25:20, 25:13) Raport               | Revivre Axopower Milano                 | 3472   | Aleksandar Atanasijević        |
| 23.12.2018  | 18:00 | Tonno Callipo Calabria Vibo Valentia    | 0:3 (14:25, 23:25, 19:25) Raport               | Cucine Lube Civitanova                  | 1300   | Osmany Juantorena              |
| 23.12.2018  | 18:00 | Top Volley Latina                       | 3:1 (20:25, 25:23, 25:21, 25:23) Raport        | Kioene Padwa                            | 1516   | Swan N’Gapeth                  |
| 23.12.2018  | 18:00 | BCC Castellana Grotte                   | 1:3 (25:21, 25:27, 21:25, 18:25) Raport        | Globo Banca Popolare del Frusinate Sora | 1205   | Dušan Petković                 |
| 23.12.2018  | 18:00 | Azimut Leo Shoes Modena                 | 3:1 (26:24, 24:26, 25:23, 25:21) Raport        | Calzedonia Werona                       | 5000   | Bartosz Bednorz                |
| 23.12.2018  | 18:00 | Consar Rawenna                          | 3:2 (22:25, 25:23, 18:25, 25:19, 19:17) Raport | Emma Villas Siena                       | 2006   | Roberto Russo                  |
| 23.12.2018  | 18:00 | Vero Volley Monza                       | 2:3 (25:22, 20:25, 25:21, 36:38, 8:15) Raport  | Itas Trentino                           | 4051   | Simone Giannelli               |
| 14. kolejka |       |                                         |                                                |                                         |        |                                |
| 26.12.2018  | 16:00 | Calzedonia Werona                       | 3:0 (25:20, 25:22, 25:14) Raport               | Vero Volley Monza                       | 3433   | Daniele De Pandis              |
| 26.12.2018  | 18:00 | Top Volley Latina                       | 0:3 (17:25, 19:25, 20:25) Raport               | Sir Safety Conad Perugia                | 2386   | Aleksandar Atanasijević        |
| 26.12.2018  | 18:00 | Cucine Lube Civitanova                  | 3:0 (25:17, 25:23, 25:15) Raport               | Kioene Padwa                            | 3104   | Joandry Leal Hidalgo           |
| 26.12.2018  | 18:00 | Emma Villas Siena                       | 1:3 (25:21, 17:25, 17:25, 16:25) Raport        | Itas Trentino                           | 2875   | Uroš Kovačević                 |
| 26.12.2018  | 18:00 | Revivre Axopower Milano                 | 3:2 (19:25, 25:22, 27:25, 23:25, 15:12) Raport | Consar Rawenna                          | 1585   | Matteo Piano                   |
| 26.12.2018  | 18:00 | BCC Castellana Grotte                   | 2:3 (25:18, 23:25, 26:24, 25:27, 10:15) Raport | Tonno Callipo Calabria Vibo Valentia    | 1190   | Tsimafei Zhukouski             |
| 26.12.2018  | 18:00 | Globo Banca Popolare del Frusinate Sora | 2:3 (28:30, 19:25, 25:23, 26:24, 11:15) Raport | Azimut Leo Shoes Modena                 | 1835   | Bartosz Bednorz                |
| 15. kolejka |       |                                         |                                                |                                         |        |                                |
| 13.12.2018  | 20:30 | Tonno Callipo Calabria Vibo Valentia    | 3:0 (25:22, 25:17, 26:24) Raport               | Emma Villas Siena                       | 906    | Tsimafei Zhukouski             |
| 29.12.2018  | 20:30 | Itas Trentino                           | 3:0 (25:19, 25:11, 25:23) Raport               | Globo Banca Popolare del Frusinate Sora | 3092   | Luca Vettori                   |
| 30.12.2018  | 18:00 | Azimut Leo Shoes Modena                 | 3:0 (25:18, 25:18, 25:17) Raport               | BCC Castellana Grotte                   | 4822   | Giulio Pinali                  |
| 30.12.2018  | 18:00 | Consar Rawenna                          | 0:3 (16:25, 18:25, 20:25) Raport               | Cucine Lube Civitanova                  | 2751   | Bruno Rezende                  |
| 30.12.2018  | 18:00 | Kioene Padwa                            | 1:3 (23:25, 23:25, 25:15, 19:25) Raport        | Revivre Axopower Milano                 | 2866   | Trévor Clévenot                |
| 30.12.2018  | 18:00 | Vero Volley Monza                       | 3:1 (20:25, 25:22, 25:23, 25:21) Raport        | Top Volley Latina                       | 1348   | Donovan Džavoronok             |
| 30.12.2018  | 18:00 | Sir Safety Conad Perugia                | 3:2 (25:16, 21:25, 25:27, 26:24, 15:9) Raport  | Calzedonia Werona                       | 3736   | Marko Podraščanin              |
| 16. kolejka |       |                                         |                                                |                                         |        |                                |
| 05.01.2019  | 18:00 | Itas Trentino                           | 3:0 (25:23, 25:19, 35:33) Raport               | Sir Safety Conad Perugia                | 4000   | Srećko Lisinac                 |
| 06.01.2019  | 18:00 | Azimut Leo Shoes Modena                 | 3:0 (26:24, 25:21, 25:17) Raport               | Consar Rawenna                          | 4769   | Bartosz Bednorz                |
| 06.01.2019  | 18:00 | BCC Castellana Grotte                   | 0:3 (20:25, 30:32, 18:25) Raport               | Kioene Padwa                            | 1063   | Maurice Torres                 |
| 06.01.2019  | 18:00 | Top Volley Latina                       | 1:3 (25:22, 25:27, 23:25, 28:30) Raport        | Revivre Axopower Milano                 | 1035   | Trévor Clévenot                |
| 06.01.2019  | 18:15 | Cucine Lube Civitanova                  | 3:2 (23:25, 26:24, 23:25, 25:19, 15:12) Raport | Calzedonia Werona                       | 3067   | Cwetan Sokołow                 |
| 06.02.2019  | 20:30 | Vero Volley Monza                       | 3:0 (25:19, 25:21, 25:17) Raport               | Tonno Callipo Calabria Vibo Valentia    | 1100   | Ołeh Płotnycki                 |
| 08.02.2019  | 20:30 | Globo Banca Popolare del Frusinate Sora | 3:2 (21:25, 28:26, 23:25, 25:21, 15:10) Raport | Emma Villas Siena                       | 1259   | Dušan Petković                 |
| 17. kolejka |       |                                         |                                                |                                         |        |                                |
| 12.01.2019  | 18:00 | Sir Safety Conad Perugia                | 3:1 (25:23, 26:24, 18:25, 25:15) Raport        | Cucine Lube Civitanova                  | 4196   | Luciano De Cecco               |
| 12.01.2019  | 20:30 | Consar Rawenna                          | 3:2 (25:21, 25:20, 19:25, 20:25, 15:13) Raport | Vero Volley Monza                       | 1863   | Kamil Rychlicki                |
| 13.01.2019  | 18:00 | Tonno Callipo Calabria Vibo Valentia    | 0:3 (23:25, 16:25, 18:25) Raport               | Itas Trentino                           | 1369   | Srećko Lisinac                 |
| 13.01.2019  | 18:00 | Revivre Axopower Milano                 | 3:0 (25:22, 25:22, 25:20) Raport               | Azimut Leo Shoes Modena                 | 12493  | Nimir Abdel-Aziz               |
| 13.01.2019  | 18:00 | Calzedonia Werona                       | 3:1 (25:21, 24:26, 25:18, 25:20) Raport        | BCC Castellana Grotte                   | 3212   | Stéphen Boyer                  |
| 13.01.2019  | 18:00 | Kioene Padwa                            | 3:2 (25:18, 25:21, 24:26, 13:25, 15:6) Raport  | Globo Banca Popolare del Frusinate Sora | 2669   | Yacine Louati                  |
| 13.01.2019  | 18:00 | Emma Villas Siena                       | 2:3 (23:25, 25:20, 24:26, 25:17, 12:15) Raport | Top Volley Latina                       | 1514   | Simone Parodi                  |
| 18. kolejka |       |                                         |                                                |                                         |        |                                |
| 16.01.2019  | 20:30 | BCC Castellana Grotte                   | 2:3 (25:27, 25:21, 22:25, 26:24, 13:15) Raport | Revivre Axopower Milano                 | 1005   | Trévor Clévenot                |
| 19.01.2019  | 18:00 | Vero Volley Monza                       | 1:3 (25:13, 28:30, 19:25, 20:25) Raport        | Kioene Padwa                            | 1631   | Maurice Torres                 |
| 20.01.2019  | 18:00 | Emma Villas Siena                       | 0:3 (20:25, 20:25, 18:25) Raport               | Sir Safety Conad Perugia                | 3287   | Aleksandar Atanasijević        |
| 20.01.2019  | 18:00 | Azimut Leo Shoes Modena                 | 3:0 (25:19, 25:21, 25:18) Raport               | Top Volley Latina                       | 4724   | Salvatore Rossini              |
| 20.01.2019  | 18:00 | Globo Banca Popolare del Frusinate Sora | 1:3 (17:25, 25:18, 23:25, 22:25) Raport        | Calzedonia Werona                       | 995    | Matej Kazijski                 |
| 20.01.2019  | 18:00 | Itas Trentino                           | 1:3 (20:25, 25:23, 22:25, 20:25) Raport        | Cucine Lube Civitanova                  | 4270   | Cwetan Sokołow                 |
| 20.01.2019  | 18:00 | Tonno Callipo Calabria Vibo Valentia    | 3:1 (23:25, 25:16, 28:26, 25:22) Raport        | Consar Rawenna                          | 1474   | Carlos Eduardo Barreto Silva   |
| 19. kolejka |       |                                         |                                                |                                         |        |                                |
| 26.01.2019  | 18:00 | BCC Castellana Grotte                   | 1:3 (25:20, 18:25, 28:30, 19:25) Raport        | Consar Rawenna                          | 3453   | Cristian Poglajen              |
| 27.01.2019  | 18:00 | Cucine Lube Civitanova                  | 3:0 (25:21, 25:16, 25:18) Raport               | Vero Volley Monza                       | 2869   | Dragan Stanković               |
| 27.01.2019  | 18:00 | Sir Safety Conad Perugia                | 3:0 (25:17, 25:20, 25:20) Raport               | Tonno Callipo Calabria Vibo Valentia    | 3453   | Luciano De Cecco               |
| 27.01.2019  | 18:00 | Top Volley Latina                       | 0:3 (18:25, 15:25, 19:25) Raport               | Itas Trentino                           | 1746   | Aaron Russell                  |
| 27.01.2019  | 18:00 | Calzedonia Werona                       | 3:1 (25:22, 25:20, 22:25, 25:22) Raport        | Emma Villas Siena                       | 3210   | Sebastián Solé                 |
| 27.01.2019  | 18:00 | Kioene Padwa                            | 2:3 (35:33, 23:25, 16:25, 25:23, 20:22) Raport | Azimut Leo Shoes Modena                 | 4062   | Tine Urnaut                    |
| 29.01.2019  | 20:30 | Revivre Axopower Milano                 | 3:2 (21:25, 16:25, 25:15, 25:18, 15:12) Raport | Globo Banca Popolare del Frusinate Sora | 1394   | Trévor Clévenot                |
| 20. kolejka |       |                                         |                                                |                                         |        |                                |
| 02.02.2019  | 15:15 | Consar Rawenna                          | 0:3 (22:25, 22:25, 20:25) Raport               | Calzedonia Werona                       | 2390   | Matej Kazijski                 |
| 02.02.2019  | 20:30 | Emma Villas Siena                       | 2:3 (21:25, 22:25, 25:21, 25:18, 11:15) Raport | Kioene Padwa                            | 1270   | Dragan Travica                 |
| 03.02.2019  | 15:30 | Azimut Leo Shoes Modena                 | 1:3 (25:23, 18:25, 20:25, 21:25) Raport        | Sir Safety Conad Perugia                | 5066   | Wilfredo León                  |
| 03.02.2019  | 18:00 | Globo Banca Popolare del Frusinate Sora | 0:3 (20:25, 21:25, 22:25) Raport               | Cucine Lube Civitanova                  | 1158   | Joandry Leal                   |
| 03.02.2019  | 18:00 | Itas Trentino                           | 3:0 (25:18, 25:17, 25:20) Raport               | BCC Castellana Grotte                   | 2758   | Uroš Kovačević                 |
| 03.02.2019  | 18:00 | Vero Volley Monza                       | 0:3 (16:25, 21:25, 19:25) Raport               | Revivre Axopower Milano                 | 3197   | Nimir Abdel-Aziz               |
| 03.02.2019  | 18:00 | Tonno Callipo Calabria Vibo Valentia    | 1:3 (20:25, 21:25, 25:20, 24:26) Raport        | Top Volley Latina                       | 1525   | Swan N’Gapeth                  |
| 21. kolejka |       |                                         |                                                |                                         |        |                                |
| 16.02.2019  | 18:00 | Revivre Axopower Milano                 | 3:1 (18:25, 25:12, 32:30, 25:22) Raport        | Emma Villas Siena                       | 1762   | Nicola Pesaresi                |
| 17.02.2019  | 18:00 | Kioene Padwa                            | 3:0 (25:16, 25:22, 25:15) Raport               | Tonno Callipo Calabria Vibo Valentia    | 2968   | Maurice Torres                 |
| 17.02.2019  | 18:00 | Globo Banca Popolare del Frusinate Sora | 0:3 (22:25, 19:25, 19:25) Raport               | Vero Volley Monza                       | 905    | Ołeh Płotnycki                 |
| 17.02.2019  | 18:00 | Sir Safety Conad Perugia                | 3:0 (25:22, 25:23, 25:20) Raport               | BCC Castellana Grotte                   | 3857   | Aleksandar Atanasijević        |
| 17.02.2019  | 18:00 | Top Volley Latina                       | 2:3 (25:17, 19:25, 27:25, 21:25, 12:15) Raport | Consar Rawenna                          | 970    | Kamil Rychlicki                |
| 17.02.2019  | 20:30 | Cucine Lube Civitanova                  | 3:0 (25:17, 25:14, 25:19) Raport               | Azimut Leo Shoes Modena                 | 4501   | Cwetan Sokołow                 |
| 18.02.2019  | 20:00 | Calzedonia Werona                       | 3:2 (21:25, 25:21, 21:25, 25:18, 16:14) Raport | Itas Trentino                           | 3680   | Matej Kazijski                 |
| 22. kolejka |       |                                         |                                                |                                         |        |                                |
| 23.02.2019  | 18:00 | Itas Trentino                           | 3:0 (25:23, 25:18, 25:16) Raport               | Kioene Padwa                            | 3005   | Luca Vettori                   |
| 24.02.2019  | 18:00 | Calzedonia Werona                       | 0:3 (24:26, 15:25, 19:25) Raport               | Revivre Axopower Milano                 | 3854   | Nimir Abdel-Aziz               |
| 24.02.2019  | 18:00 | Vero Volley Monza                       | 0:3 (22:25, 20:25, 20:25) Raport               | Sir Safety Conad Perugia                | 4097   | Luciano De Cecco               |
| 24.02.2019  | 18:00 | Azimut Leo Shoes Modena                 | 3:1 (22:25, 25:18, 25:18, 25:20) Raport        | Tonno Callipo Calabria Vibo Valentia    | 4425   | Ivan Zaytsev                   |
| 24.02.2019  | 18:00 | Emma Villas Siena                       | 1:3 (13:25, 20:25, 28:26, 21:25) Raport        | Cucine Lube Civitanova                  | 2085   | Bruno Rezende                  |
| 24.02.2019  | 18:00 | Consar Rawenna                          | 1:3 (20:25, 22:25, 25:22, 20:25) Raport        | Globo Banca Popolare del Frusinate Sora | 1775   | Dušan Petković                 |
| 24.02.2019  | 18:00 | BCC Castellana Grotte                   | 3:2 (25:23, 28:26, 15:25, 19:25, 17:15) Raport | Top Volley Latina                       | 1212   | Aidan Zingel                   |
| 23. kolejka |       |                                         |                                                |                                         |        |                                |
| 02.03.2019  | 18:00 | BCC Castellana Grotte                   | 3:2 (28:26, 23:25, 16:25, 25:22, 15:13) Raport | Emma Villas Siena                       | 956    | Wojciech Włodarczyk            |
| 03.03.2019  | 18:00 | Top Volley Latina                       | 0:3 (14:25, 15:25, 18:25) Raport               | Cucine Lube Civitanova                  | 1924   | Joandry Leal Hidalgo           |
| 03.03.2019  | 18:00 | Kioene Padwa                            | 3:0 (25:18, 25:19, 25:15) Raport               | Calzedonia Werona                       | 3065   | Maurice Torres                 |
| 03.03.2019  | 18:00 | Consar Rawenna                          | 0:3 (19:25, 23:25, 22:25) Raport               | Sir Safety Conad Perugia                | 2238   | Wilfredo León                  |
| 03.03.2019  | 18:00 | Revivre Axopower Milano                 | 1:3 (25:19, 19:25, 17:25, 23:25) Raport        | Itas Trentino                           | 4356   | Uroš Kovačević                 |
| 03.03.2019  | 18:00 | Tonno Callipo Calabria Vibo Valentia    | 1:3 (27:25, 16:25, 23:25, 20:25) Raport        | Globo Banca Popolare del Frusinate Sora | 1200   | João Rafael de Barros Ferreira |
| 03.03.2019  | 18:00 | Azimut Leo Shoes Modena                 | 1:3 (22:25, 26:28, 25:20, 18:25) Raport        | Vero Volley Monza                       | 4721   | Santiago Orduna                |
| 24. kolejka |       |                                         |                                                |                                         |        |                                |
| 09.03.2019  | 18:00 | Sir Safety Conad Perugia                | 3:0 (25:19, 25:18, 25:22) Raport               | Kioene Padwa                            | 3593   | Wilfredo León                  |
| 09.03.2019  | 18:00 | Cucine Lube Civitanova                  | 3:1 (25:23, 23:25, 27:25, 25:21) Raport        | Revivre Axopower Milano                 | 3064   | Bruno Rezende                  |
| 10.03.2019  | 18:00 | Calzedonia Werona                       | 3:0 (25:21, 25:16, 25:15) Raport               | Tonno Callipo Calabria Vibo Valentia    | 3703   | Stéphen Boyer                  |
| 10.03.2019  | 18:00 | Itas Trentino                           | 3:0 (25:23, 25:17, 25:22) Raport               | Consar Rawenna                          | 2880   | Uroš Kovačević                 |
| 10.03.2019  | 18:00 | Vero Volley Monza                       | 3:1 (23:25, 25:15, 25:19, 26:24) Raport        | BCC Castellana Grotte                   | 1434   | Donovan Džavoronok             |
| 10.03.2019  | 18:00 | Globo Banca Popolare del Frusinate Sora | 2:3 (25:21, 25:19, 22:25, 23:25, 15:17) Raport | Top Volley Latina                       | 1209   | Simone Parodi                  |
| 10.03.2019  | 18:00 | Emma Villas Siena                       | 2:3 (14:25, 19:25, 29:27, 30:28, 9:15) Raport  | Azimut Leo Shoes Modena                 | 2579   | Ivan Zaytsev                   |
| 25. kolejka |       |                                         |                                                |                                         |        |                                |
| 16.03.2019  | 18:00 | Vero Volley Monza                       | 3:1 (22:25, 25:23, 25:19, 25:20) Raport        | Emma Villas Siena                       | 1721   | Marco Izzo                     |
| 17.03.2019  | 18:00 | BCC Castellana Grotte                   | 0:3 (24:26, 19:25, 16:25) Raport               | Cucine Lube Civitanova                  | 1405   | Cwetan Sokołow                 |
| 17.03.2019  | 18:00 | Sir Safety Conad Perugia                | 3:1 (20:25, 25:21, 25:20, 25:12) Raport        | Globo Banca Popolare del Frusinate Sora | 3633   | Wilfredo León                  |
| 17.03.2019  | 18:00 | Top Volley Latina                       | 1:3 (25:23, 14:25, 21:25, 35:37) Raport        | Calzedonia Werona                       | 945    | Stéphen Boyer                  |
| 17.03.2019  | 18:00 | Tonno Callipo Calabria Vibo Valentia    | 2:3 (16:25, 21:25, 26:24, 25:22, 12:15) Raport | Revivre Axopower Milano                 | 1194   | Sebastiano Marsili             |
| 17.03.2019  | 18:00 | Consar Rawenna                          | 2:3 (26:28, 19:25, 25:16, 25:12, 12:15) Raport | Kioene Padwa                            | 2124   | Maurice Torres                 |
| 17.03.2019  | 19:00 | Azimut Leo Shoes Modena                 | 0:3 (19:25, 17:25, 22:25) Raport               | Itas Trentino                           | 5000   | Uroš Kovačević                 |
| 26. kolejka |       |                                         |                                                |                                         |        |                                |
| 23.03.2019  | 20:30 | Itas Trentino                           | 3:1 (25:17, 23:25, 25:20, 25:18) Raport        | Vero Volley Monza                       | 2858   | Luca Vettori                   |
| 24.03.2019  | 18:00 | Globo Banca Popolare del Frusinate Sora | 3:0 (25:20, 25:14, 25:19) Raport               | BCC Castellana Grotte                   | 1151   | Dušan Petković                 |
| 24.03.2019  | 18:00 | Cucine Lube Civitanova                  | 3:0 (28:26, 25:22, 25:15) Raport               | Tonno Callipo Calabria Vibo Valentia    | 3072   | Jacopo Massari                 |
| 24.03.2019  | 18:00 | Kioene Padwa                            | 3:0 (25:21, 26:24, 25:23) Raport               | Top Volley Latina                       | 2370   | Yacine Louati                  |
| 24.03.2019  | 18:00 | Revivre Axopower Milano                 | 3:2 (16:25, 25:22, 18:25, 25:19, 15:10) Raport | Sir Safety Conad Perugia                | 3784   | Jan Kozamernik                 |
| 24.03.2019  | 18:00 | Emma Villas Siena                       | 3:2 (18:25, 25:23, 26:28, 25:14, 15:12) Raport | Consar Rawenna                          | 1428   | Fernando Hernández Ramos       |
| 24.03.2019  | 18:00 | Calzedonia Werona                       | 2:3 (15:25, 20:25, 25:23, 25:19, 12:15) Raport | Azimut Leo Shoes Modena                 | 4831   | Micah Christenson              |

#### Tabela
| Lp. | Drużyna                                 | Pkt | Mecze | Mecze | Mecze | Rodzaj wyniku | Rodzaj wyniku | Rodzaj wyniku | Rodzaj wyniku | Rodzaj wyniku | Rodzaj wyniku | Sety | Sety | Sety  | Małe punkty | Małe punkty | Małe punkty |
| Lp. | Drużyna                                 | Pkt | M     | W     | P     | 3:0           | 3:1           | 3:2           | 2:3           | 1:3           | 0:3           | wyg. | prz. | stos. | zdob.       | str.        | stos.       |
| --- | --------------------------------------- | --- | ----- | ----- | ----- | ------------- | ------------- | ------------- | ------------- | ------------- | ------------- | ---- | ---- | ----- | ----------- | ----------- | ----------- |
| 1   | Sir Safety Conad Perugia                | 67  | 26    | 22    | 4     | 14            | 7             | 1             | 2             | 1             | 1             | 71   | 21   | 3.38  | 2214        | 1886        | 1.17        |
| 2   | Itas Trentino                           | 66  | 26    | 22    | 4     | 13            | 7             | 2             | 2             | 2             | 0             | 72   | 23   | 3.13  | 2270        | 1978        | 1.15        |
| 3   | Cucine Lube Civitanova                  | 65  | 26    | 23    | 3     | 13            | 6             | 4             | 0             | 1             | 2             | 70   | 23   | 3.04  | 2216        | 1922        | 1.15        |
| 4   | Azimut Leo Shoes Modena                 | 49  | 26    | 18    | 8     | 9             | 3             | 6             | 1             | 4             | 3             | 60   | 39   | 1.54  | 2305        | 2151        | 1.07        |
| 5   | Revivre Axopower Milano                 | 49  | 26    | 17    | 9     | 5             | 7             | 5             | 3             | 2             | 4             | 59   | 44   | 1.34  | 2286        | 2257        | 1.01        |
| 6   | Calzedonia Werona                       | 44  | 26    | 15    | 11    | 5             | 6             | 4             | 3             | 4             | 4             | 55   | 47   | 1.17  | 2283        | 2283        | 1           |
| 7   | Kioene Padwa                            | 40  | 26    | 14    | 12    | 5             | 6             | 3             | 1             | 5             | 6             | 49   | 48   | 1.02  | 2200        | 2178        | 1.01        |
| 8   | Gi Group Monza                          | 39  | 26    | 13    | 13    | 2             | 8             | 3             | 3             | 5             | 5             | 50   | 53   | 0.94  | 2305        | 2310        | 1           |
| 9   | Globo Banca Popolare del Frusinate Sora | 28  | 26    | 9     | 17    | 2             | 4             | 3             | 4             | 6             | 7             | 41   | 61   | 0.67  | 2193        | 2321        | 0.94        |
| 10  | Bunge Rawenna                           | 27  | 26    | 9     | 17    | 3             | 3             | 3             | 3             | 5             | 9             | 38   | 60   | 0.63  | 2134        | 2229        | 0.96        |
| 11  | Taiwan Excellence Latina                | 25  | 26    | 9     | 17    | 1             | 4             | 4             | 2             | 5             | 10            | 36   | 63   | 0.57  | 2153        | 2326        | 0.93        |
| 12  | Tonno Callipo Calabria Vibo Valentia    | 20  | 26    | 6     | 20    | 1             | 3             | 2             | 4             | 5             | 11            | 31   | 67   | 0.46  | 2089        | 2338        | 0.89        |
| 13  | Emma Villas Siena                       | 17  | 26    | 3     | 23    | 0             | 1             | 2             | 10            | 10            | 3             | 39   | 74   | 0.53  | 2438        | 2632        | 0.93        |
| 14  | BCC Castellana Grotte                   | 10  | 26    | 2     | 24    | 0             | 0             | 2             | 6             | 10            | 8             | 28   | 76   | 0.37  | 2189        | 2464        | 0.89        |

Źródło: http://www.legavolley.it (wł.)
Punktacja: 3:0 i 3:1 – 3 pkt; 3:2 – 2 pkt; 2:3 – 1 pkt; 1:3 i 0:3 – 0 pkt
Zasady ustalania kolejności: 1. liczba punktów; 2. liczba zwycięstw; 3. stosunek setów; 4. stosunek małych punktów; 5. bilans w bezpośrednich meczach
     faza play-off
     faza play-out

## Faza play-off

### Drabinka
|  |              |                          |              |                         |              |              |              |                          |                          |           |           |           |           |           |           |           |  |  |        |        |        |        |        |        |        |
|  | Ćwierćfinały | Ćwierćfinały             | Ćwierćfinały | Ćwierćfinały            | Ćwierćfinały | Ćwierćfinały | Ćwierćfinały |                          |                          | Półfinały | Półfinały | Półfinały | Półfinały | Półfinały | Półfinały | Półfinały |  |  | Finały | Finały | Finały | Finały | Finały | Finały | Finały |
|  | Ćwierćfinały | Ćwierćfinały             | Ćwierćfinały | Ćwierćfinały            | Ćwierćfinały | Ćwierćfinały | Ćwierćfinały |                          |                          | Półfinały | Półfinały | Półfinały | Półfinały | Półfinały | Półfinały | Półfinały |  |  | Finały | Finały | Finały | Finały | Finały | Finały | Finały |
|  |              |                          |              |                         |              |              |              |                          |                          |           |           |           |           |           |           |           |  |  |        |        |        |        |        |        |        |
|  |              |                          |              |                         |              |              |              |                          |                          |           |           |           |           |           |           |           |  |  |        |        |        |        |        |        |        |
|  | 1            | Sir Safety Conad Perugia | 3            | 2                       | 3            |              |              |                          |                          |           |           |           |           |           |           |           |  |  |        |        |        |        |        |        |        |
|  | 1            | Sir Safety Conad Perugia | 3            | 2                       | 3            |              |              |                          |                          |           |           |           |           |           |           |           |  |  |        |        |        |        |        |        |        |
|  | 8            | Gi Group Monza           | 0            | 3                       | 0            |              |              |                          |                          |           |           |           |           |           |           |           |  |  |        |        |        |        |        |        |        |
|  | 8            | Gi Group Monza           | 0            | 3                       | 0            |              |              | 1                        | Sir Safety Conad Perugia | 3         | 2         | 3         | 0         | 3         |           |           |  |  |        |        |        |        |        |        |        |
|  |              |                          |              |                         |              |              |              | 1                        | Sir Safety Conad Perugia | 3         | 2         | 3         | 0         | 3         |           |           |  |  |        |        |        |        |        |        |        |
|  |              |                          | 4            | Azimut Leo Shoes Modena | 1            | 3            | 1            | 3                        | 2                        |           |           |           |           |           |           |           |  |  |        |        |        |        |        |        |        |
|  | 4            | Azimut Leo Shoes Modena  | 4            | Azimut Leo Shoes Modena | 1            | 3            | 1            | 3                        | 2                        | 3         | 3         |           |           |           |           |           |  |  |        |        |        |        |        |        |        |
|  | 4            | Azimut Leo Shoes Modena  |              |                         |              |              |              |                          |                          |           |           |           |           |           |           |           |  |  |        |        |        |        |        |        |        |
|  | 5            | Revivre Axopower Milano  | 0            | 1                       |              |              |              |                          |                          |           |           |           |           |           |           |           |  |  |        |        |        |        |        |        |        |
|  | 5            | Revivre Axopower Milano  | 0            | 1                       |              |              | 1            | Sir Safety Conad Perugia | 3                        | 1         | 3         | 0         | 2         |           |           |           |  |  |        |        |        |        |        |        |        |
|  |              |                          |              |                         |              |              |              |                          |                          |           |           |           |           |           |           |           |  |  |        |        |        |        |        |        |        |
|  |              |                          | 3            | Cucine Lube Civitanova  | 0            | 3            | 0            | 3                        | 3                        |           |           |           |           |           |           |           |  |  |        |        |        |        |        |        |        |
|  | 2            | Itas Trentino            | 3            | Cucine Lube Civitanova  | 0            | 3            | 0            | 3                        | 3                        | 3         | 0         | 3         |           |           |           |           |  |  |        |        |        |        |        |        |        |
|  | 2            | Itas Trentino            |              |                         |              |              |              |                          |                          |           |           | 3         |           |           |           |           |  |  |        |        |        |        |        |        |        |
|  | 7            | Kioene Padwa             | 0            | 3                       | 0            |              |              |                          |                          |           |           |           |           |           |           |           |  |  |        |        |        |        |        |        |        |
|  | 7            | Kioene Padwa             | 0            | 3                       | 0            |              |              | 2                        | Itas Trentino            | 2         | 1         | 3         | 0         |           |           |           |  |  |        |        |        |        |        |        |        |
|  |              |                          |              |                         |              |              |              | 2                        | Itas Trentino            | 2         | 1         | 3         | 0         |           |           |           |  |  |        |        |        |        |        |        |        |
|  |              |                          | 3            | Cucine Lube Civitanova  | 3            | 3            | 2            | 3                        |                          |           |           |           |           |           |           |           |  |  |        |        |        |        |        |        |        |
|  | 3            | Cucine Lube Civitanova   | 3            | Cucine Lube Civitanova  | 3            | 3            | 2            | 3                        | 3                        | 3         |           |           |           |           |           |           |  |  |        |        |        |        |        |        |        |
|  | 3            | Cucine Lube Civitanova   |              |                         |              |              |              |                          |                          |           |           |           |           |           |           |           |  |  |        |        |        |        |        |        |        |
|  | 6            | Calzedonia Werona        | 2            | 1                       |              |              |              |                          |                          |           |           |           |           |           |           |           |  |  |        |        |        |        |        |        |        |
|  | 6            | Calzedonia Werona        | 2            | 1                       |              |              |              |                          |                          |           |           |           |           |           |           |           |  |  |        |        |        |        |        |        |        |

### Ćwierćfinały
(do 2 zwycięstw)
| Data       | Godz. | Gospodarz                | Rezultat                                       | Gość                     | Widzów | MVP                     |
| ---------- | ----- | ------------------------ | ---------------------------------------------- | ------------------------ | ------ | ----------------------- |
| 31.03.2019 | 18:00 | Sir Safety Conad Perugia | 3:0 (31:29, 25:16, 25:11 Raport)               | Gi Group Monza           | 2822   | Massimo Colaci          |
| 07.04.2019 | 18:00 | Gi Group Monza           | 3:2 (25:17, 25:27, 25:20, 22:25, 15:12 Raport) | Sir Safety Conad Perugia | 2710   | Ołeh Płotnycki          |
| 13.04.2019 | 20:30 | Sir Safety Conad Perugia | 3:0 (25:22, 25:22, 25:17 Raport)               | Gi Group Monza           | 3143   | Aleksandar Atanasijević |

| Data       | Godz. | Gospodarz               | Rezultat                                | Gość                    | Widzów | MVP               |
| ---------- | ----- | ----------------------- | --------------------------------------- | ----------------------- | ------ | ----------------- |
| 30.03.2019 | 18:00 | Azimut Leo Shoes Modena | 3:0 (25:20, 25:14, 27:25 Raport)        | Revivre Axopower Milano | 4459   | Ivan Zaytsev      |
| 06.04.2019 | 18:00 | Revivre Axopower Milano | 1:3 (25:17, 20:25, 21:25, 20:25 Raport) | Azimut Leo Shoes Modena | 3080   | Micah Christenson |

| Data       | Godz. | Gospodarz     | Rezultat                         | Gość          | Widzów | MVP            |
| ---------- | ----- | ------------- | -------------------------------- | ------------- | ------ | -------------- |
| 31.03.2019 | 18:00 | Itas Trentino | 3:0 (25:21, 25:20, 25:23 Raport) | Kioene Padwa  | 3016   | Uroš Kovačević |
| 07.04.2019 | 18:00 | Kioene Padwa  | 3:0 (25:22, 26:24, 25:22 Raport) | Itas Trentino | 3401   | Dragan Travica |
| 13.04.2019 | 18:00 | Itas Trentino | 3:0 (25:18, 25:23, 25:17 Raport) | Kioene Padwa  | 2687   | Aaron Russell  |

| Data       | Godz. | Gospodarz              | Rezultat                                       | Gość                   | Widzów | MVP                    |
| ---------- | ----- | ---------------------- | ---------------------------------------------- | ---------------------- | ------ | ---------------------- |
| 31.03.2019 | 18:00 | Cucine Lube Civitanova | 3:2 (32:30, 25:20, 22:25, 23:25, 18:16 Raport) | Calzedonia Werona      | 2946   | Joandry Leal Hidalgo   |
| 07.04.2019 | 18:00 | Calzedonia Werona      | 1:3 (20:25, 23:25, 25:21, 17:25 Raport)        | Cucine Lube Civitanova | 3995   | Roberlandy Simón Aties |

### Półfinały
(do 3 zwycięstw)
| Data       | Godz. | Gospodarz                | Rezultat                                      | Gość                     | Widzów | MVP                     |
| ---------- | ----- | ------------------------ | --------------------------------------------- | ------------------------ | ------ | ----------------------- |
| 16.04.2019 | 20:30 | Sir Safety Conad Perugia | 3:1 (25:15, 26:24, 21:25, 26:24 Raport)       | Azimut Leo Shoes Modena  | 3788   | Marko Podraščanin       |
| 19.04.2019 | 20:30 | Azimut Leo Shoes Modena  | 3:2 (19:25, 25:22, 25:22, 23:25, 15:9 Raport) | Sir Safety Conad Perugia | 5000   | Ivan Zaytsev            |
| 22.04.2019 | 18:00 | Sir Safety Conad Perugia | 3:1 (21:25, 25:17, 27:25, 25:22 Raport)       | Azimut Leo Shoes Modena  | 3953   | Aleksandar Atanasijević |
| 25.04.2019 | 16:00 | Azimut Leo Shoes Modena  | 3:0 (25:19, 25:23, 25:17 Raport)              | Sir Safety Conad Perugia | 5000   | Ivan Zaytsev            |
| 28.04.2019 | 18:00 | Sir Safety Conad Perugia | 3:2 (19:25, 27:25, 23:25, 25:20, 15:8 Raport) | Azimut Leo Shoes Modena  | 4188   | Aleksandar Atanasijević |

| Data       | Godz. | Gospodarz              | Rezultat                                       | Gość                   | Widzów | MVP                  |
| ---------- | ----- | ---------------------- | ---------------------------------------------- | ---------------------- | ------ | -------------------- |
| 16.04.2019 | 20:30 | Itas Trentino          | 2:3 (25:20, 23:25, 25:19, 26:28, 19:21 Raport) | Cucine Lube Civitanova | 2601   | Bruno Rezende        |
| 19.04.2019 | 20:30 | Cucine Lube Civitanova | 3:1 (16:25, 25:18, 25:23, 25:13 Raport)        | Itas Trentino          | 3851   | Joandry Leal Hidalgo |
| 22.04.2019 | 18:00 | Itas Trentino          | 3:2 (23:25, 25:22, 24:26, 25:23, 16:14 Raport) | Cucine Lube Civitanova | 3642   | Uroš Kovačević       |
| 25.04.2019 | 18:00 | Cucine Lube Civitanova | 3:0 (25:21, 25:19, 31:29 Raport)               | Itas Trentino          | 4040   | Osmany Juantorena    |

### Finały
(do 3 zwycięstw)
| Data       | Godz. | Gospodarz                | Rezultat                                       | Gość                     | Widzów | MVP                  |
| ---------- | ----- | ------------------------ | ---------------------------------------------- | ------------------------ | ------ | -------------------- |
| 01.05.2019 | 20:30 | Sir Safety Conad Perugia | 3:0 (25:13, 25:18, 25:18 Raport)               | Cucine Lube Civitanova   | 4224   | Luciano De Cecco     |
| 05.05.2019 | 18:00 | Cucine Lube Civitanova   | 3:1 (25:19, 22:25, 25:22, 25:19 Raport)        | Sir Safety Conad Perugia | 4312   | Joandry Leal Hidalgo |
| 08.05.2019 | 20:30 | Sir Safety Conad Perugia | 3:0 (25:17, 25:20, 25:18 Raport)               | Cucine Lube Civitanova   | 4008   | Wilfredo León        |
| 11.05.2019 | 18:00 | Cucine Lube Civitanova   | 3:0 (25:20, 25:21, 25:19 Raport)               | Sir Safety Conad Perugia | 4304   | Osmany Juantorena    |
| 14.05.2019 | 20:30 | Sir Safety Conad Perugia | 2:3 (25:22, 25:21, 12:25, 21:25, 10:15 Raport) | Cucine Lube Civitanova   | 4028   | Osmany Juantorena    |

## Transfery
| Sir Safety Conad Perugia | Sir Safety Conad Perugia |
| Przychodzą | Odchodzą |
| --- | --- |
| - Wilfredo León (Zenit Kazań) - Sjoerd Hoogendoorn (Caloni Agnelli Bergamo) - Jonah Seif (MKS Będzin) - Filippo Lanza (Itas Trentino) - Gianluca Galassi (Revivre Axopower Milano) - Alessandro Piccinelli (Revivre Axopower Milano) | - Aaron Russell (Itas Trentino) - James Shaw (University of Stanford) - Tommi Siirilä (Valepa Sastamala) - Leo Andrić (Guangdong Shenzhen Volleyball) - Ivan Zaytsev (Azimut Leo Shoes Modena) - Simone Anzani (Azimut Leo Shoes Modena) - Andrea Cesarini (Team Volley Portomaggiore) |
| w trakcie sezonu | |
| - Nicholas Hoag (Stocznia Szczecin) | |

| Cucine Lube Civitanova | Cucine Lube Civitanova |
| Przychodzą | Odchodzą |
| --- | --- |
| - Joandry Leal Hidalgo (Sada Cruzeiro Vôlei) - Roberlandy Simón Aties (Sada Cruzeiro Vôlei) - Bruno Rezende (Azimut Leo Shoes Modena) - Brenden Sander (Brigham Young University) - Stijn D’Hulst (SWD powervolleys Düren) - Jacopo Massari (Tonno Callipo Calabria Vibo Valentia) - Fabio Balaso (Kioene Padwa) - Enrico Diamantini (Consar Rawenna) - Diego Cantagalli (Club Italia) | - Micah Christenson (Azimut Leo Shoes Modena) - Taylor Sander (Sada Cruzeiro Vôlei) - Jenia Grebennikov (Itas Trentino) - Tsimafei Zhukouski (Tonno Callipo Calabria Vibo Valentia) - Davide Candellaro (Itas Trentino) - Alberto Casadei (Volley Forlì) - Sebastiano Milan (Kioene Padwa) |
| w trakcie sezonu | |
| - Ferdinando De Giorgi (I trener) (Jastrzębski Węgiel) | - Giampaolo Medei (I trener) (szuka klubu) |

| Azimut Leo Shoes Modena | Azimut Leo Shoes Modena |
| Przychodzą | Odchodzą |
| --- | --- |
| - Julio Velasco (I trener) - Micah Christenson (Cucine Lube Civitanova) - Bartosz Bednorz (PGE Skra Bełchatów) - Denis Kaliberda (Ziraat Bankası Ankara) - Wessel Keemink (Lindemans Aalst) - Luuc Van Der Ent (Talent Team Papendal) - Ivan Zaytsev (Sir Safety Conad Perugia) - Simone Anzani (Sir Safety Conad Perugia) - Marco Pierotti (Caloni Agnelli Bergamo) - Lorenzo Benvenuti (Volley Forlì) | - Radostin Stojczew (I trener) - Earvin N’Gapeth (Zenit Kazań) - Swan N’Gapeth (Top Volley Latina) - Bruno Rezende (Cucine Lube Civitanova) - Maarten Van Garderen (Itas Trentino) - Czono Penczew (AZS Częstochowa) - Giulio Sabbi (Fudan University Shanghai) - Federico Tosi (Top Volley Latina) - Andrea Argenta (Consar Rawenna) - Elia Bossi (Revivre Axopower Milano) - Alberto Marra (Geosat Geovertical Lagonegro) |
| w trakcie sezonu | |
| - Kevin Tillie (Beijing Volleyball) | - Jennings Franciskovic (szuka klubu) |

| Itas Trentino | Itas Trentino |
| Przychodzą | Odchodzą |
| --- | --- |
| - Jenia Grebennikov (Cucine Lube Civitanova) - Aaron Russell (Sir Safety Conad Perugia) - Srećko Lisinac (PGE Skra Bełchatów) - Davide Candellaro (Cucine Lube Civitanova) - Gabriele Nelli (Kioene Padwa) - Nicola Daldello (Revivre Axopower Milano) - Carlo De Angelis (Top Volley Latina) - Lorenzo Codarin (Atlantide Pallavolo Brescia) | - Nicholas Hoag (Stocznia Szczecin) - Renee Teppan (PGE Skra Bełchatów) - Éder Carbonera (SESI São Paulo) - Jan Kozamernik (Revivre Axopower Milano) - Aidan Zingel (BCC Castellana Grotte) - Filippo Lanza (Sir Safety Conad Perugia) - Daniele De Pandis (Calzedonia Werona) - Pier Paolo Partenio (Cucine Lube Civitanova) - Matteo Chiappa (Emma Villas Siena) |

| Calzedonia Werona | Calzedonia Werona |
| Przychodzą | Odchodzą |
| --- | --- |
| - Stéphen Boyer (Chaumont VB 52 Haute-Marne) - Sebastián Solé (Funvic Taubaté) - Morteza Szarifi (Szams Mazandaran VC) - Cristian Savani (Top Volley Latina) - Daniele De Pandis (Itas Trentino) - Aimone Alletti (Wixo LPR Piacenza) - Ludovico Giuliani (Wixo LPR Piacenza) - Riccardo Pinelli (Sigma Aversa) | - Stephen Maar (Revivre Axopower Milano) - Alen Pajenk (Cerrad Czarni Radom) - Tonček Štern (Top Volley Latina) - Mitar Dzurits (PAOK Saloniki) - Nicola Pesaresi (Revivre Axopower Milano) - Stefano Mengozzi (Tonno Callipo Calabria Vibo Valentia) - Thomas Frigo (Gioiella Gioia del Colle) - Adriano Paolucci (Megius Roma Volley) |
| w trakcie sezonu | |
| - Matej Kazijski (Stocznia Szczecin) | - Aleks Grozdanow (Greenyard Maaseik) - Cristian Savani (Emma Villas Siena) |

| Revivre Axopower Milano | Revivre Axopower Milano |
| Przychodzą | Odchodzą |
| --- | --- |
| - Stephen Maar (Calzedonia Werona) - Trévor Clévenot (Wixo LPR Piacenza) - Luka Basic (Spacer’s de Toulouse) - Jan Kozamernik (Itas Trentino) - Nicola Pesaresi (Calzedonia Werona) - Elia Bossi (Azimut Leo Shoes Modena) - Marco Izzo (Tonno Callipo Calabria Vibo Valentia) - Nicoló Hoffer (Volley Segrate) - Fabrizio Gironi (Volley Segrate) | - Klemen Čebulj (Fudan University Shanghai) - Ruben Schott (Trefl Gdańsk) - Taylor Averill (Chaumont VB 52 Haute-Marne) - Kévin Klinkenberg (Fenerbahçe SK) - Ángel Pérez (CS Arcada Galați) - Nicola Daldello (Itas Trentino) - Alessandro Preti (Pool Libertas Cantù) - Alessandro Piccinelli (Sir Safety Conad Perugia) - Fabio Fanuli (Gas Sales Energia Piacenza) |
| w trakcie sezonu | |
| - Klemen Čebulj (Fudan University Shanghai) - Simon Hirsch (Suwon KEPCO Vixtorm) | |

| Consar Rawenna | Consar Rawenna |
| Przychodzą | Odchodzą |
| --- | --- |
| - Gianluca Graziosi (I trener) (Caloni Agnelli Bergamo) - Kamil Rychlicki (Noliko Maaseik) - Pieter Verhees (Tonno Callipo Calabria Vibo Valentia) - Matěj Šmídl (VK Ostrava) - Davide Saitta (Montpellier UC) - Andrea Argenta (Azimut Leo Shoes Modena) - Simone Di Tommaso (Emma Villas Siena) - Daniele Lavia (Materdomini Castellana Grotte) - Roberto Russo (Club Italia) - Alberto Elia (Kemas Lamipel Santa Croce) | - Fabio Soli (I trener) (Vero Volley Monza) - Nicolas Marechal (Jenisiej Krasnojarsk) - Paul Buchegger (szuka klubu) - Santiago Orduna (Vero Volley Monza) - Krasimir Georgiew (Rennes Volley 35) - Miguel David Gutiérrez (Gigantes del Sur) - Enrico Diamantini (Cucine Lube Civitanova) - Marco Vitelli (Tonno Callipo Calabria Vibo Valentia) - Matteo Pistolesi (VBC Mondovì) - Tiziano Mazzone (szuka klubu) - Lorenzo Maretti (szuka klubu) |

| Kioene Padwa | Kioene Padwa |
| Przychodzą | Odchodzą |
| --- | --- |
| - Yacine Louati (Chaumont VB 52 Haute-Marne) - Maurice Torres (ZAKSA Kędzierzyn-Koźle) - Santiago Danani (River Plate Vóley) - Francesco Cottarelli (Calzedonia Werona) - Enrico Lazzaretto (Aurispa Alessano) | - Lazar Koprivica (szuka klubu) - Gabriele Nelli (Itas Trentino) - Fabio Balaso (Cucine Lube Civitanova) - Milan Peslac (Calzedonia Werona) - Stefano Gozzo (Goldenplast Potenza Picena) - Francesco Zoppellari (Monini Spoleto) - Leonardo Scanferla (Atlantide Pallavolo Brescia) |
| w trakcie sezonu | |
| - Ryley Barnes (Ural Ufa) | |

| Vero Volley Monza | Vero Volley Monza |
| Przychodzą | Odchodzą |
| --- | --- |
| - Fabio Soli (I trener) (Consar Rawenna) - Amir Ghafur (Saipa Alborz) - Santiago Orduna (Consar Rawenna) - Wiktor Josifow (Wixo LPR Piacenza) - Tomasz Calligaro (Pallavolo Valli di Lanzo) - Andrea Galliani (Monini Spoleto) - Stefano Giannotti (AVS Bolzano) | - Miguel Ángel Falasca (I trener) (Saugella Team Monza) - Kawika Shoji (Asseco Resovia Rzeszów) - Jake Langlois (MKS Będzin) - Brett Walsh (Knack Randstad Roeselare) - Simon Hirsch (Suwon KEPCO Vixtorm) - Michal Finger (Ziraat Bankası Ankara) - Rocco Barone (Top Volley Latina) - Jernej Terpin (VBC Mondovì) - Davide Brunetti (Mokamore Cisano Bergamasco) - Federico Mazza (Elios Messaggerie Catania) |

| Top Volley Latina | Top Volley Latina |
| Przychodzą | Odchodzą |
| --- | --- |
| - Lorenzo Tubertini (I trener) (Tonno Callipo Calabria Vibo Valentia) - Ezequiel Palacios (Ciudad Vóley) - Tonček Štern (Calzedonia Werona) - Swan N’Gapeth (Azimut Leo Shoes Modena) - Filip Gavenda (Netzhoppers KW) - Simone Parodi (Wixo LPR Piacenza) - Federico Tosi (Azimut Leo Shoes Modena) - Rocco Barone (Vero Volley Monza) | - Vincenzo Di Pinto (I trener) (szuka klubu) - Erik Shoji (Fakieł Nowy Urengoj) - Yūki Ishikawa (Emma Villas Siena) - Saša Starović (szuka klubu) - Nicolas Le Goff (Berlin Recycling Volleys) - Jordan Corteggiani (Spacer's de Toulouse) - Jakub Kovač (Caruur Volley Gent) - Cristian Savani (Calzedonia Werona) - Gabriele Maruotti (Emma Villas Siena) - Carlo De Angelis (Itas Trentino) |
| w trakcie sezonu | |
| - Žiga Štern (Jeopark Kula Voleybol) - Facundo Santucci (Stade Poitevin Poitiers) | |

| Tonno Callipo Calabria Vibo Valentia | Tonno Callipo Calabria Vibo Valentia |
| Przychodzą | Odchodzą |
| --- | --- |
| - Antonio Valentini (I trener) - Todor Skrimow (NOWA Nowokujbyszewsk) - Tomás López (Libertad Burgi Vóley) - Tsimafei Zhukouski (Cucine Lube Civitanova) - Tom Strohbach (TSV Herrsching) - Mohammed Al Hachdadi (Stade Poitevin Poitiers) - Carlos Eduardo Barreto Silva (roczny powrót po dopingu) - Stefano Mengozzi (Calzedonia Werona) - Marco Vitelli (Consar Rawenna) - Sebastiano Marsili (Materdomini Castellana Grotte) - Paolo Cappio - Leonardo Focosi | - Marcelo Fronckowiak (I trener) (Cuprum Lubin) - Benjamin Patch (Berlin Recycling Volleys) - Francois Lecat (Narbonne Volley) - Pieter Verhees (Consar Rawenna) - Sérgio Luiz Felix Júnior (szuka klubu) - Deivid Junior Costa (szuka klubu) - Oleg Antonow (Ural Ufa) - Jacopo Massari (Cucine Lube Civitanova) - Manuel Coscione (Arago de Sète) - Marco Izzo (Revivre Axopower Milano) - Francesco Corrado (Elios Messaggerie Catania) - Ernesto Torchia (Conad Reggio Emilia) |
| w trakcie sezonu | |
| - Daniele Bagnoli (I trener) (Ural Ufa) | - Antonio Valentini (I trener) (szuka klubu) |

| Globo Banca Popolare del Frusinate Sora | Globo Banca Popolare del Frusinate Sora |
| Przychodzą | Odchodzą |
| --- | --- |
| - Michał Kędzierski (Asseco Resovia Rzeszów) - Karol Rawiak (Stal AZS PWSZ Nysa) - João Rafael de Barros Ferreira (Sesc Rio de Janeiro) - Willian Bermudez (Al Rayyan) - Gabriele Di Martino (Wixo LPR Piacenza) - Federico Bonami (Tuscania Volley) - Davide Esposito (Atlantide Pallavolo Brescia) | - Georgi Seganow (Maliye Piyango SK) - Alex Duncan-Thibault (TV Rottenburg) - Mitchell Penning (TV Rottenburg) - Andrea Mattei (Emma Villas Siena) - Mattia Rosso (Monini Spoleto) - Marco Santucci (Monini Spoleto) - Marco Lucarelli (Aurispa Alessano) |

| BCC Castellana Grotte | BCC Castellana Grotte |
| Przychodzą | Odchodzą |
| --- | --- |
| - Paolo Tofoli (I trener) (Aurispa Alessano) - Wojciech Włodarczyk (Onico Warszawa) - Modżtaba Mirzadżanpur (Sarmajeh Bank VC) - Davide Kovač (OK Niš) - Aidan Zingel (Itas Trentino) - Renan Zanatta Buiatti (SESC Rio de Janeiro) - Eduardo Matheus Rodrigues (Vôlei Canoas) - Jurij Krużkow (TV Ingersoll Bühl) - Marco Falaschi (ZAKSA Kędzierzyn-Koźle) - Davide Quartarone (AVS Bolzano) - Simone Scopelliti (Gioiella Gioia del Colle) | - Lorizio Giuseppe (I trener) (Aurispa Alessano) - Miłosz Hebda (Trefl Gdańsk) - Jeorjos Dziumakas (AEK Ateny) - Athos Ferreira da Costa (Funvic Taubaté) - Djalma Moreira (Sesc Rio de Janeiro) - Bruno Canuto (Vôlei Renata Campinas) - Matteo Paris (Gas Sales Piacenza) - Mario Ferraro (Kemas Lamipel Santa Croce) - Fernando Garnica (Olimpia Bergamo) - Roberto Cazzaniga (Materdomini Castellana Grotte) - Marco Zauli (Gioiella Gioia del Colle) - Federico Rossatti (King Volley Campegine) |
| w trakcie sezonu | |
| | - Renan Zanatta Buiatti (Sorgun Belediyespor) - Davide Kovač (Dobrudża Dobricz) |

| Emma Villas Siena | Emma Villas Siena |
| Przychodzą | Odchodzą |
| --- | --- |
| - Sa’id Maruf (Pajkan Teheran) - Jurij Hładyr (Fenerbahçe SK) - Yūki Ishikawa (Top Volley Latina) - Fernando Hernández Ramos (Halkbank Ankara) - Germán Johansen (River Plate Vóley) - Matías Giraudo (River Plate Vóley) - Gabriele Maruotti (Top Volley Latina) - Matteo Chiappa (Itas Trentino) - Andrea Mattei (Globo Banca Popolare del Frusinate Sora) - Lorenzo Cortesia (Club Italia) | - Kay van Dijk (Libertad Burgi Vóley) - Hidde Boswinkel (Basi Grafiche Lagonegro) - Álisson Melo (Vôlei Ribeirão) - Roberto Braga (szuka klubu) - Simone Di Tommaso (Consar Rawenna) - Federico Bargi (Kemas Lamipel Santa Croce) - Marco Fabroni (Conad Reggio Emilia) - Filippo Pochini (Acqua Fonteviva Apuana Livorno) - Alessandro Graziani (szuka klubu) |
| w trakcie sezonu | |
| - Juan Manuel Cichello (I trener) (23.01.2019) - Emanuele Zanini (Aluron Virtu Warta Zawiercie) - Simon Van De Voorde (Stocznia Szczecin) - Cristian Savani (Calzedonia Werona) | - Juan Manuel Cichello (I trener) (18.12.2018) - Emanuele Zanini (szuka klubu) - Germán Johansen (Hypo Tirol Alpenvolleys Haching) - Michele Fedrizzi (Monini Marconi Spoleto) |